# Trypanaeus obesus
Trypanaeus obesus är en skalbaggsart som beskrevs av Schmidt 1896. Trypanaeus obesus ingår i släktet Trypanaeus och familjen stumpbaggar. Inga underarter finns listade i Catalogue of Life.